# プレッシャーウェーブ・スーパーチャージャー

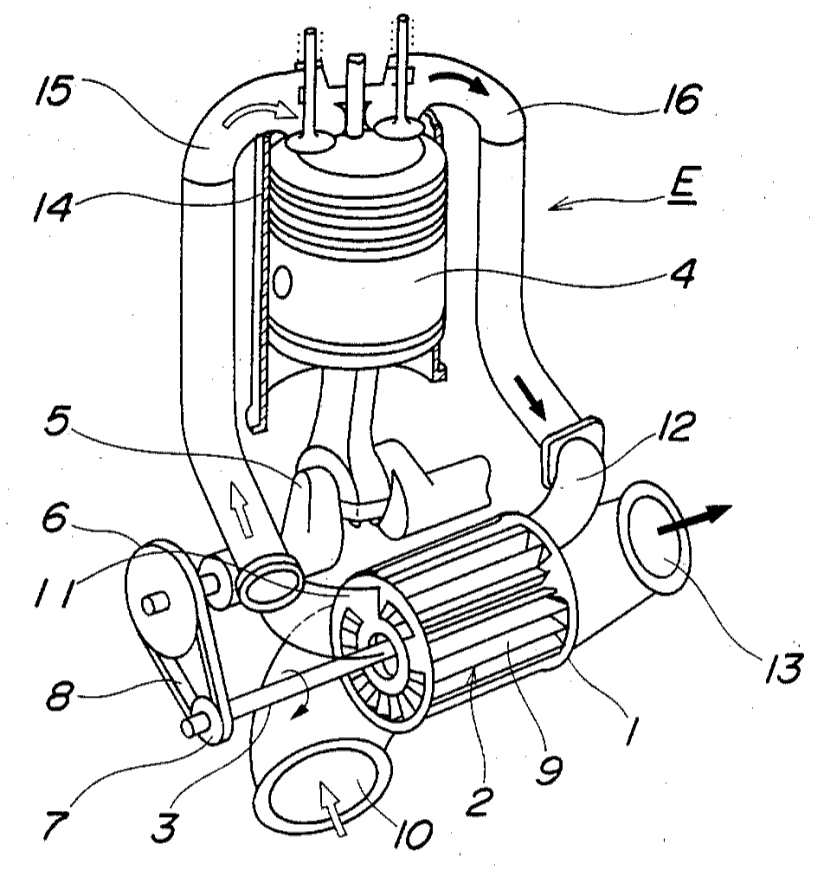
US4563997 Fig1 Pressure wave supercharger

プレッシャーウェーブ・スーパーチャージャー (Pressure Wave Supercharger) は、過給器の方式のひとつ。機械式のスーパーチャージャーや、排気の運動エネルギーを利用するターボチャージャーなどとは原理がまったく異なる。また、コンプレックスチャージャーとも呼ばれる。スイスのブラウン・ボベリ社（現アセア・ブラウン・ボベリ社､ABB）が開発した。和名は脈動型過給機。

## 概要

The 4 cycles of operation of the Pressure Wave Supercharger.

この方式は、「圧力の異なる層が接した際に、圧力の高いほうに均質化される」という原理を利用したもので、排気バルブが開き、排気管内の圧力（気圧）が一気に上昇する際の「圧力波」（プレッシャーウェーブ）を吸気管側に伝えることで、吸気の密度を高める仕組み。排気と吸気は互いに交じり合うことなく、吸気の圧力だけが高められる。排気バルブの開閉と吸排気管を連通させるタイミングを合わせる必要があるため、クランク軸の回転力を利用したレンコン状のローター（ローレット）で吸排気管をつなぎ、ロータリーバルブとしている。圧力差は大きいほうが効率が良くなるため、ガソリンエンジンより、排気圧力の高い（脈動の大きい）ディーゼルエンジンに適している。
PWSの特徴としては、スロットルラグが発生しないことと、ローターは回転運動するのみで、機械的な圧縮を行わないため、スーパーチャージャーに比べ、出力の損失が少ないことがメリットとして挙げられるが、始動時に吸、排気通路を連通させないための締め切りバルブが必要になり、これのメンテナンスを怠ると、ススやスラッジの堆積で動作不良を起こすことや、ターボチャージャーほどの過給圧が得られないなどのデメリットもある。

## 採用例

### 市販車
1985年にオペルがセネターの2.3 LディーゼルにPWSを装着した例が最初と思われる。しかし、その生産台数は少なく、始動バルブのカーボン除去を怠ると始動不良を起こすことや、ローターのベルト交換を怠り、ベルト切れを起こすなど、多分に実験的な要素が強いものであった。
続いてマツダのカペラディーゼルに搭載されたが、オペルでのトラブルの例が解決できていない時期の採用であった。このPWS付ディーゼルエンジンはガソリンエンジン並みの高い性能であったが、やはりオペル同様にこまめなメンテナンスが必要不可欠であり、それを熟知していないオーナーの不注意によるトラブルが増えて行き、このモデルと、その後継車種マツダ・クロノスを最後に、PWS付エンジン搭載車の生産は行われておらず、一般的なターボチャージャーに変更された。

### モータースポーツ
F1にて、フェラーリが1981年の開幕戦アメリカ西GPにツインターボ搭載と、PWS搭載のV6エンジンを持ち込んだ（フェラーリは前年まで水平対向12気筒エンジンを採用していたが、ルノーをはじめとしたターボエンジンの台頭や、ウイングカーへの最適化などからコンパクトなV6エンジンを開発した）。しかし、実際のレースで使用されたのはツインターボエンジン搭載車で、PWS搭載エンジンは実戦投入されなかった。